# USS Pickerel (SS-177)
USS Pickerel (SS-177) – amerykański okręt podwodny typu Porpoise, zwodowany 7 lipca 1936 roku w stoczni Electric Boat, przyjęty do służby w amerykańskiej flocie podwodnej 26 stycznia 1937 roku. W trakcie działań wojennych podczas wojny na Pacyfiku przeprowadził 6 patroli bojowych zakończonych zatopieniem samego okrętu podwodnego prawdopodobnie 3 kwietnia 1943 roku w wyniku ataku japońskich sił nawodnych.